# Flora und Vegetation Afghanistans

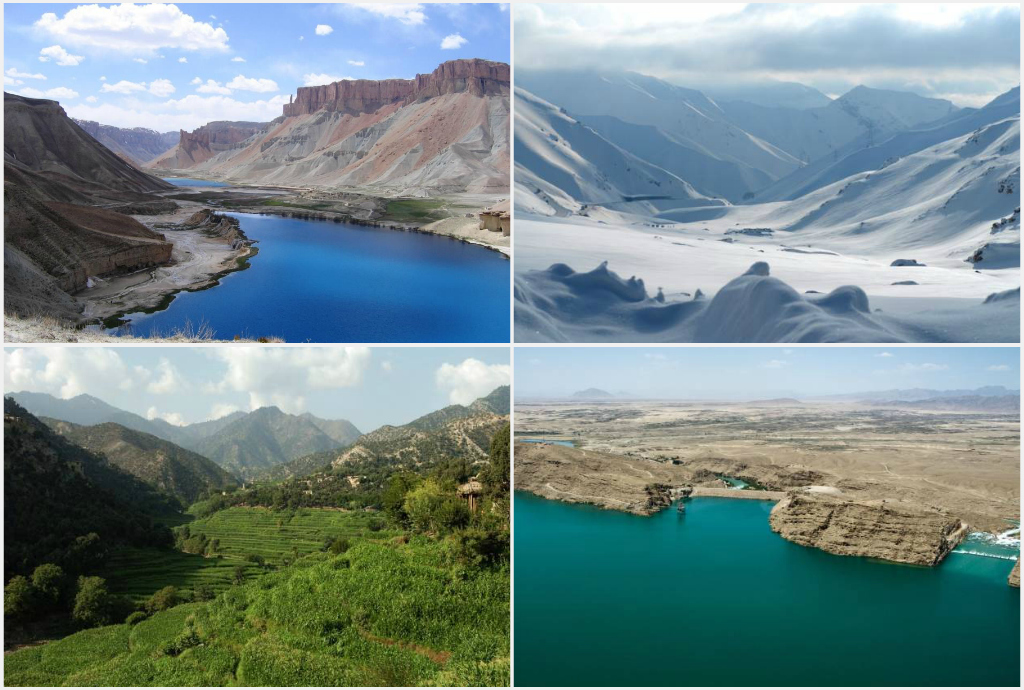
Afghanische Landschaften: der Band-e Amir National Park, der Salang-Pass, das Korengal-Tal, der Kajaki-Staudamm (v. l. n. r.)

Die Flora und Vegetation Afghanistans ist die eines kontinentalen und von Gebirgen geprägten Landes, das trotz weiträumig starker Trockenheit eine große Habitatdiversität mit sehr unterschiedlichen ökologischen Bedingungen bietet. Dies ist nicht zuletzt dadurch bedingt, dass Afghanistan im Schnittpunkt mehrerer biogeographischer Zonen liegt.
Mit bis zu 5000 vermuteten höheren Pflanzenarten weist Afghanistan demzufolge eine angesichts der Trockenheit recht hohe Artenzahl aus (zum Vergleich: für die etwa halb so große Bundesrepublik Deutschland werden um die 4000 Pflanzenarten geschätzt). Mit einem Anteil endemischer Arten von rund 30 % ist die afghanische Flora dabei sehr reich an Pflanzen, die sonst nirgends auf der Welt vorkommen.
Weite Teile des Landes sind durch menschlichen Einfluss umgestaltet, jahrtausendelange Überweidung, Entwaldung und landwirtschaftliche Nutzung haben trotz der Größe des Landes dazu geführt, dass nur sehr wenige, insbesondere abgelegene Regionen, noch eine natürliche Vegetation aufweisen. Der Etablierung eines systematischen Naturschutzes steht die seit Jahrzehnten instabile politische Situation des Landes entgegen, erst 2009 wurden mit den Band-e-Amir-Seen bei Bamiyan der erste Nationalpark in Afghanistan ausgewiesen. Eine kontinuierliche floristische Erforschung Afghanistans begann erst Mitte des 20. Jahrhunderts, auch sie ist durch die politische Situation des Staates erschwert.

## Naturraum

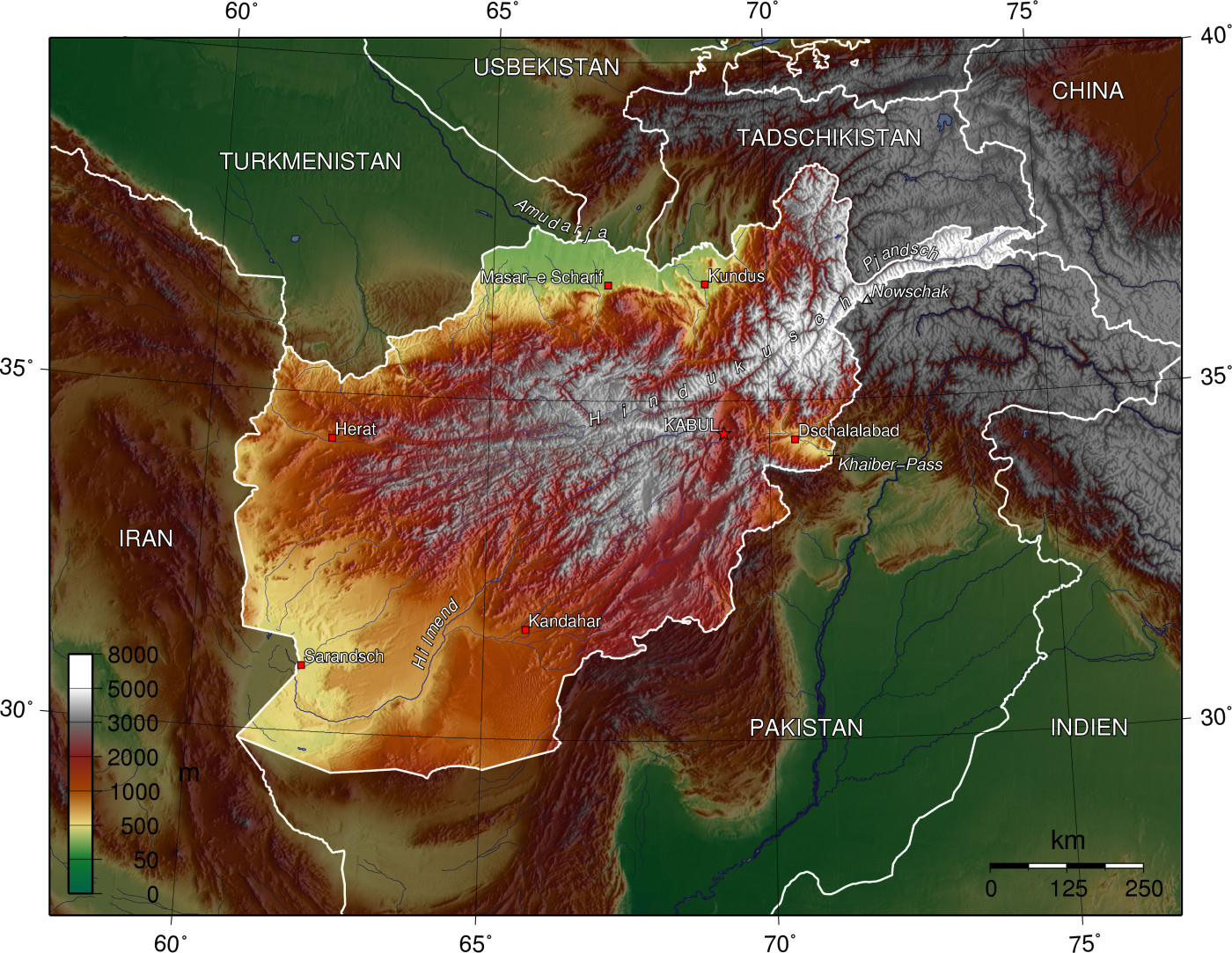
Topographische Karte Afghanistans

### Geografische Lage
Afghanistan ist ein Binnenland in Südasien an der Schnittstelle zu Mittelasien, gelegen zwischen Iran, Turkmenistan, Usbekistan, Tadschikistan, der Volksrepublik China und Pakistan. Es liegt nach Größe unter allen Staaten der Welt auf Platz 41, mit 652.864 km² Fläche ist es geringfügig größer als Frankreich mit 643.801 km² (einschließlich Überseeterritorien).

### Topografie
Die Topografie Afghanistans wird geprägt vom Gebirgszug des Hindukusch, der das Land vom Westen zum Osten hin durchzieht und bis auf 7485 Meter Höhe aufsteigt. Er beherrscht das Landeszentrum und trennt die verschiedenen Ebenen voneinander. Im Norden liegen Ebenen im mittelasiatischen Grenzland um den Zusammenfluss des Amudarja auf nur wenigen hundert Meter über Null, im Westen liegen sie im iranischen Hochland auf rund 1000 Meter Höhe und im Osten finden sie sich in subtropischem Klima um Dschalalabad herum. Die größte Ebene des Landes im Südwesten umfasst zwei durch den Fluss Hilmend getrennte Wüsten bzw. Halbwüsten, die Dasht-e-Margo und Rigestan.

### Klima
Afghanistan weist über alle Regionen hinweg ein ausgeprägtes Kontinentalklima auf: die Sommer sind sehr heiß, die Winter extrem kalt. Im Sommer kann es für sechs bis acht Monate trocken sein, signifikante Niederschlagsmengen gibt es meist nur im Winter.
In den Ebenen des Nordens, Westens und Südens herrscht Wüstenklima, die Ebene im Südosten hingegen ist subtropisch und liegt im Monsuneinzugsgebiet, so dass deutlich höhere Regenfälle das Klima prägen.

## Nachweise
1. 1 2 3  
Siegmar-W. Breckle: Flora and Vegetation of Afghanistan In: Basic and Applied Dryland Research 1, 2, S. 155–194, 2007, ISSN 1864-3191
2. ↑  cia.gov: The World Factbook (Memento des Originals vom 9. Juli 2016 im Internet Archive)  Info: Der Archivlink wurde automatisch eingesetzt und noch nicht geprüft. Bitte prüfe Original- und Archivlink gemäß Anleitung und entferne dann diesen Hinweis., Zugriff am 9. November 2014

## Weiterführende Literatur
- Siegmar-W. Breckle: Flora and Vegetation of Afghanistan In: Basic and Applied Dryland Research 1, 2, S. 155–194, 2007, ISSN 1864-3191